# Капілярний тиск

Капілярний ефект у тонких трубках різної товщини й з різним змочуванням

Капіля́рний тиск (рос. давление капиллярное; англ. capillary pressure, нім. Kapillardruck m) — різниця тисків (±Δp), що виникає внаслідок скривлення поверхні рідини. Таку поверхню мають, наприклад, краплі в емульсіях і аерозолях, капілярні меніски. Позначимо тиск під скривленою поверхнею рідини — pr, тиск під плоскою поверхнею — p0. Капілярний тиск визначається рівнянням:
рс = pr — p0 (1)
Знак капілярного тиску («плюс» або «мінус») залежить від знака кривини. Опуклі поверхні мають позитивну кривизну. Центр кривизни опуклої поверхні перебуває усередині відповідної фази (у цьому випадку — усередині рідини). Тоді згідно з рівнянням (1) капілярний тиск pc>0, тобто тиск під опуклою поверхнею рідини більше, ніж тиск під плоскою поверхнею: pr>p0. Приклад дисперсної частинки з опуклою поверхнею — крапля рідини в аерозолі або емульсії. Опуклу поверхню має меніск незмочуваної рідини в капілярі.
Увігнуті поверхні мають негативну кривизну, тому капілярний тиск pc<0 (цьому випадку відповідає знак «мінус» у рівнянні (1)). Тиск рідини pr під увігнутою поверхнею менше, чим під плоскою: pr<p0. Приклад увігнутої поверхні — меніск змочуваної рідини в капілярі.
Капілярний тиск — це стрибок тиску (Δp) на границі двох фаз, розділених скривленою поверхнею.
Капілярний тиск залежить від поверхневого натягу й кривизни поверхні. Цей зв'язок описує закон Лапласа (1805). Зв'язок між капілярним тиском і радіусом кривизни r для ввігнутої сферичної поверхні:
pc = — (2σ)/r. (2)
Негативний знак капілярного тиску показує, що усередині газового пухирця тиск pr більший, ніж тиск p0 у оточуючій його рідині. Саме із цієї причини пухирець не зникає під тиском навколишньої його рідини.
Для опуклої сферичної поверхні: pc = + (2σ)/r. (3)
Рівняння (2) і (3) являють закон капілярного тиску Лапласа для сферичної поверхні. Для поверхні довільної форми закон Лапласа має вигляд:
pc = ±σ(1/r1 + 1/r2), (4)
де r1, r2 — головні радіуси кривизни.